# Japan Electronics and Information Technology Industries Association
Japan Electronics and Information Technology Industries Association (jap. 社団法人電子情報産業協会 Shadan-hōjin Denshi Jōhō Sangyō Kyōkai; JEITA) – japońska organizacja handlu zrzeszająca producentów branży elektronicznej. Utworzona została w 2000 roku z połączenia dwóch wcześniejszych organizacji – Electronic Industries Association of Japan oraz Japan Electronic Industries Development Association.
Organizacja współtworzy i rozwija wiele standardów stosowanych w branży elektronicznej. Wśród nich znajdują się takie jak:
- Design rule for Camera File system (DCF) – system plików stosowany w cyfrowych aparatach fotograficznych oparty na EXIF.
- Integrated Services Digital Broadcasting (ISDB) – system telewizji cyfrowej stosowany w Japonii, na Filipinach oraz w kilku krajach Ameryki południowej.
- Złącza EIAJ – używane do niskonapięciowego (w zakresie od 3V do 24V) zasilania prądem stałym urządzeń elektronicznych, takich jak notebooki, monitory LCD, głośniki komputerowe, aktywne elementy sieci i wiele innych (EIAJ RC-5320A, EIAJ RC-5321 oraz EIAJ RC-5322)